# Stictostix frontalis
Stictostix frontalis är en skalbaggsart som först beskrevs av Macleay 1871.  Stictostix frontalis ingår i släktet Stictostix och familjen stumpbaggar. Inga underarter finns listade i Catalogue of Life.